# Anker Meyer Andersen
Anker Meyer Andersen fue un deportista danés que compitió en ciclismo en la modalidad de pista. Ganó dos medallas de bronce en el Campeonato Mundial de Ciclismo en Pista, en los años 1931 y 1933.

## Medallero internacional
| Campeonato Mundial | Campeonato Mundial     | Campeonato Mundial | Campeonato Mundial       |
| Año                | Lugar                  | Medalla            | Competición              |
| ------------------ | ---------------------- | ------------------ | ------------------------ |
| 1931               | Copenhague (Dinamarca) | Medalla de bronce  | Velocidad individual (A) |
| 1933               | París (Francia)        | Medalla de bronce  | Velocidad individual (A) |